# بزتخته (کوزان)
بزتخته (به ترکی استانبولی: Boztahta) یک منطقهٔ مسکونی در ترکیه است که در قوزان (ترکیه) واقع شده‌است.